# Subsecretari de stat în Guvernul Petru Groza (3)
În Guvernul Petru Groza (3) au fost incluși și subsecretari de stat.

## Subsecretari de stat
- Subsecretar de stat la Președinția Consiliului de Miniștri

Avram Bunaciu (4 ianuarie - 25 februarie 1948)
- Subsecretar de stat la Președinția Consiliului de Miniștri pentru Minorități

Ludovic Takacs (30 decembrie 1947 - 14 aprilie 1948)
- Președinte al Comisiei pentru Aplicarea Tratatului de Pace, cu rang de subsecretar de stat

Simion Oeriu (30 decembrie 1947 - 14 aprilie 1948)
- Subsecretar de stat pentru Aprovizionare

Constantin Daicoviciu (30 decembrie 1947 - 14 aprilie 1948)
- Subsecretar de stat la Ministerul de Interne

Ioan Popescu (30 decembrie 1947 - 14 aprilie 1948)
- Subsecretar de stat la Ministerul de Interne

Grigore Geamănu (30 decembrie 1947 - 14 aprilie 1948)
- Subsecretar de stat la Ministerul de Finanțe

Vasile Modoran (30 decembrie 1947 - 14 aprilie 1948)
- Subsecretar de stat la Ministerul Industriei și Comerțului

Ion Gheorghe Maurer (30 decembrie 1947 - 14 aprilie 1948)
- Subsecretar de stat la Ministerul Industriei și Comerțului

Bucur Șchiopu (30 decembrie 1947 - 14 aprilie 1948)
- Subsecretar de stat la Ministerul Agriculturii și Domeniilor

Constantin Agiu (30 decembrie 1947 - 14 aprilie 1948)
- Subsecretar de stat la Ministerul Cooperației

Mihail Macavescu (30 decembrie 1947 - 14 aprilie 1948)
- Subsecretar de stat la Ministerul Educației Naționale

Gheorghe Vasilichi (30 decembrie 1947 - 14 aprilie 1948)
- Subsecretar de stat la Ministerul Educației Naționale

Miron Constantinescu (30 decembrie 1947 - 14 aprilie 1948)

## Sursa
- Stelian Neagoe - "Istoria guvernelor României de la începuturi - 1859 până în zilele noastre - 1995" (Ed. Machiavelli, București, 1995)
- Rompres Arhivat în 11 februarie 2007, la Wayback Machine.